# Флоранвил
Флоранвил (на френски: Florenville) е град в Южна Белгия, окръг Виртон на провинция Люксембург. Населението му е около 5400 души (2006).